# Primorski Dnevnik
Primorski Dnevnik ("Het Dagblad van Primorska) is een Sloveenstalig dagblad met zetel in Triëst. De lezerskring bestaat voor het grootste deel uit de Slovenen in Friuli-Venezia Giulia. Een deel van de oplage wordt afgezet in Slovenië, vooral in de regio Primorska. 
Het eigendom van Primorski Dnevnik ligt bij een gelijknamige coöperatie, gevestigd in Triëst. Verantwoordelijk eindredacteur is Bojan Brezigar, voorheen ook betrokken bij het in Slovenië verschijnende en inmiddels opgeheven dagblad Republika en oud-voorzitter van het Wereld Sloveens Congres. De krant heeft redacties in Triëst en Gorizia en vaste correspondenten in Cividale en Klagenfurt en werkt samen met Sloveense nieuwsagentschappen. 
De krant werd opgericht in Triëst op 13 mei 1945 als rechtstreekse opvolger van het partizanendagblad Partizanski Dnevnik, die vanaf 26 november 1943 onafgebroken verscheen als de verzetskrant van het Sloveense Bevrijdingsfront. 